# Bataille navale de Louisbourg
Cet article concerne la bataille navale au large de Louisbourg, en 1781. Pour le siège de la ville pendant la guerre de Succession d'Autriche, voir Siège de Louisbourg (1745). Pour le siège de la ville pendant la guerre de Sept Ans, voir Siège de Louisbourg (1758).
Guerre d'indépendance des États-Unis
Batailles
m
Opérations navales de la guerre d'indépendance des États-Unis (en) :
- Bataille de Fairhaven
- Machias (1775)
- Bataille de Gloucester (1775)
- Incendie de Falmouth
- Block Island
- Bataille de Turtle Gut Inlet (en)
- Bataille de Machias (1777)
- Newport
- Raid de Grey (en)
- Raid de Chesapeake (en)
- Raid de Tryon (en) (Bataille de Norwalk (en))
- Expédition de Penobscot
- Cap Henry
- Cap Breton
- Capture de l'USS Trumbull (en)
- Bataille du cap Ann (en)
- Baie de Chesapeake
- Capture du HMS Savage (en)
- Bataille de baie du Delaware (1re) (en)
- Bataille navale d'Halifax (en)
- Raid sur Lunenburg (en)
- Baie d'Hudson
- Bataille de la baie du Delaware (2e) (en)
- Bataille de la baie du Delaware (3e) (en)
- Combat du 22 janvier 1783 (en)

La bataille navale de Louisbourg, en anglais : Battle off Spanish River, est une bataille navale mineure qui a lieu pendant la guerre d'indépendance des États-Unis entre deux frégates de la Marine royale française et un convoi britannique composé de 18 navires marchands, escortés par plusieurs bâtiments de la Royal Navy au large du port de Spanish River, sur le cap Breton, Nouvelle-Écosse (actuelle ville de Sydney). Malgré leur infériorité numérique, les deux frégates françaises, L'Astrée (38) et L'Hermione (34), commandées respectivement par les capitaines de vaisseau, La Pérouse et Latouche-Tréville, attaquent et mettent en fuite le convoi ennemi.

## Contexte historique
L'attaque a lieu dans le contexte de l'alliance franco-américaine de 1778, une alliance défensive signée contre la Grande-Bretagne au début de la guerre d'indépendance des États-Unis,.
La Pérouse, promu capitaine de vaisseau le 4 avril 1780, reçoit le 18 décembre de la même année le commandement de la frégate L'Astrée. Dès cette époque, une expédition est prévue contre les établissements britanniques de la baie d’Hudson mais divers contretemps provoquent son ajournement. Latouche-Tréville, qui s'est distingué le 16 mars 1781 à la bataille du cap Henry sous les ordres du capitaine des Touches, est lui aussi capitaine de vaisseau — par brevet daté du 20 juin 1781 — mais il ignore cette promotion jusqu'à l'arrivée à Boston de la frégate l'Engageante le 7 septembre 1781.

## La rencontre avec le convoi britannique
Le convoi britannique se rendait à l'établissement de Spanish River situé sur l'île du Cap-Breton pour y faire un chargement de charbon destiné à la ville d'Halifax. Ce dernier est composé de 18 navires, dont 9 navires de transport de charbon et 4 navires destinés au ravitaillement. Les navires composant l'escorte sont alors la frégate HMS Charlestown (28), deux sloops Allegiance (24) et Vulture (20), un navire de transport armé, le Vernon (14), et un autre petit bâtiment armé, le Jack (14).
Les deux frégates françaises attaquent le convoi, et infligent d'importants dégâts au HMS Charlestown au cours des premières bordées, perdant son mât principal et plusieurs de ses officiers, parmi lesquels son commandant, le captain Evans. L'Hermione, après avoir envoyé plusieurs bordées au Vulture et au Jack, retourne combattre le Charleslown, qui avait déjà affaire à L'Astrée et qui est obligé d'amener son pavillon. Latouche-Tréville retourne aussitôt après sur le Jack, l'écrase de son feu et le force à se rendre, après avoir lui aussi perdu son capitaine. Le combat prend fin à la tombée de la nuit. Le captain George qui commandait alors le Vulture parvient à ramener le reste de son convoi au port. Six marins français et 17 marins britanniques sont tués au cours du combat.
Alors qu'une partie des navires destinés à l'escorte réparaient dans le port de Spanish River, les bâtiments de transport chargent néanmoins leur cargaison de charbon et mettent les voiles en direction d'Halifax. Les Français capturent le Jack et le Thorn au large du port Halifax, ainsi que trois navires faisant partie du convoi, et ramènent ces prises à Boston. L'année suivante, le Jack sera repris par les Britanniques pendant la bataille navale d'Halifax (en).

## Conséquences

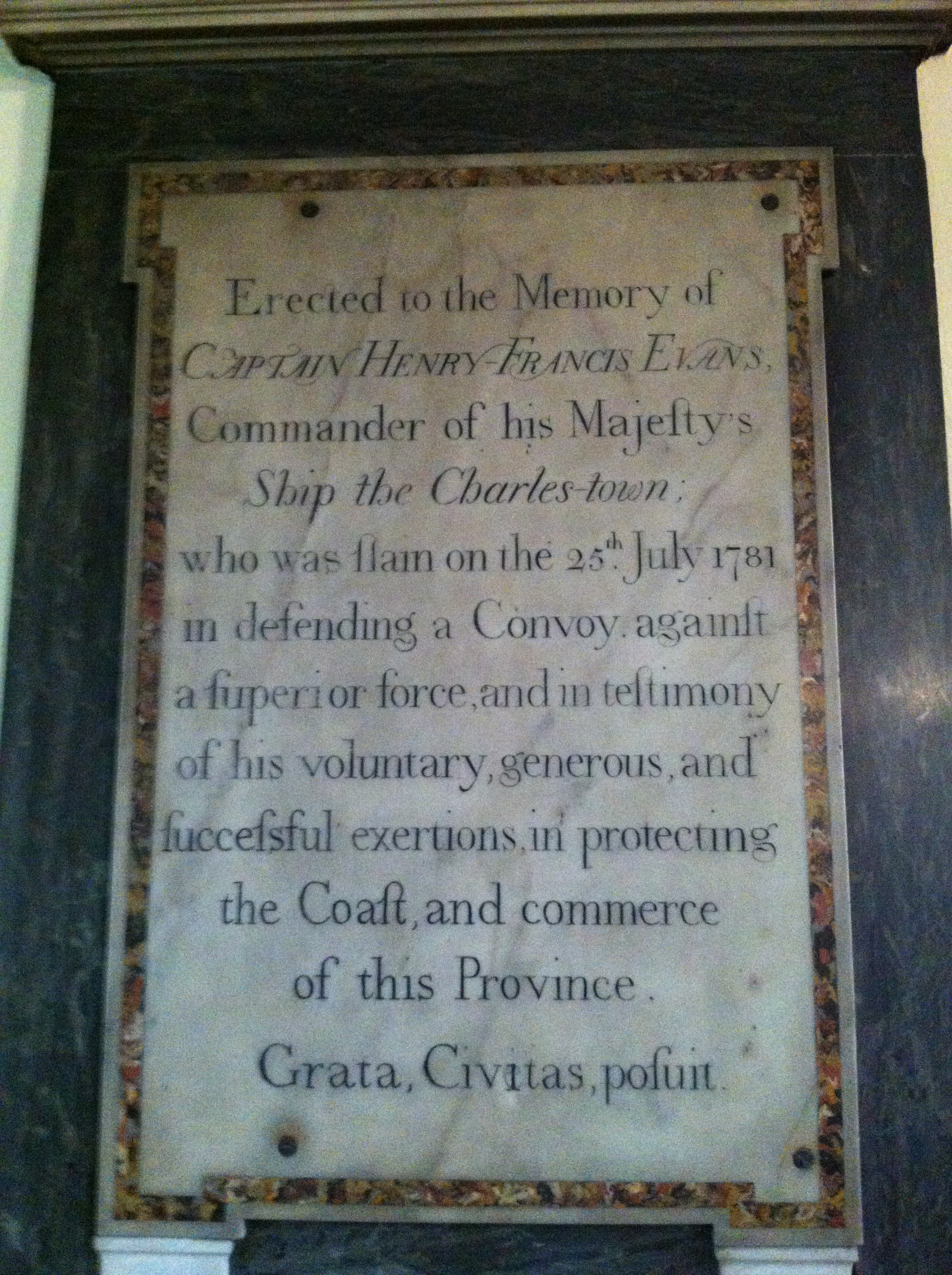
Monument commémoratif du capitaine Henry Francis Evans à l'église Saint Paul à Halifax.

Les deux commandants français deviendront particulièrement célèbres par la suite, Latouche-Tréville combattra dans la marine impériale pendant les guerres napoléoniennes et parviendra au grade de vice-amiral, et le comte La Pérouse se verra confier par Louis XVI une mission d'exploration, au cours de laquelle il trouva la mort. Une des frégates françaises, L'Hermione, restera elle aussi dans l'Histoire pour avoir transporté le marquis de La Fayette aux États-Unis. L'Association Hermione-La Fayette a commencé la construction d'une réplique de cette frégate en 1997 au chantier naval de Rochefort. Elle a été mise à l'eau le 6 juillet 2012.

## Iconographie
L'affrontement est peint par Auguste-Louis de Rossel de Cercy, et la toile est exposé au musée nationale de la Marine à Rochefort.

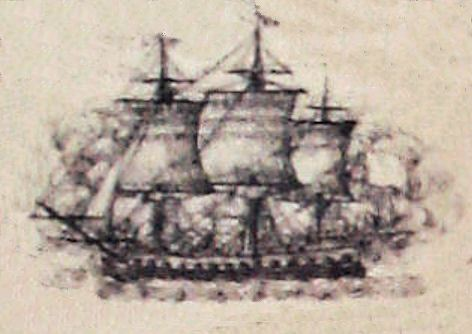
L'Astrée à la bataille du Cap-Breton.
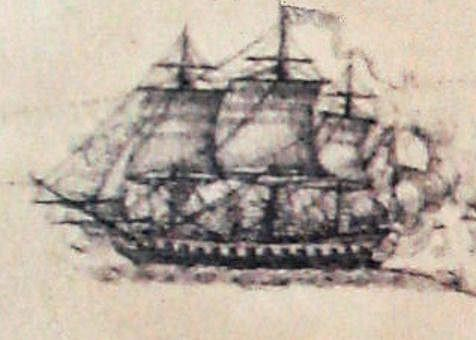
L'Hermione à la bataille du Cap-Breton.
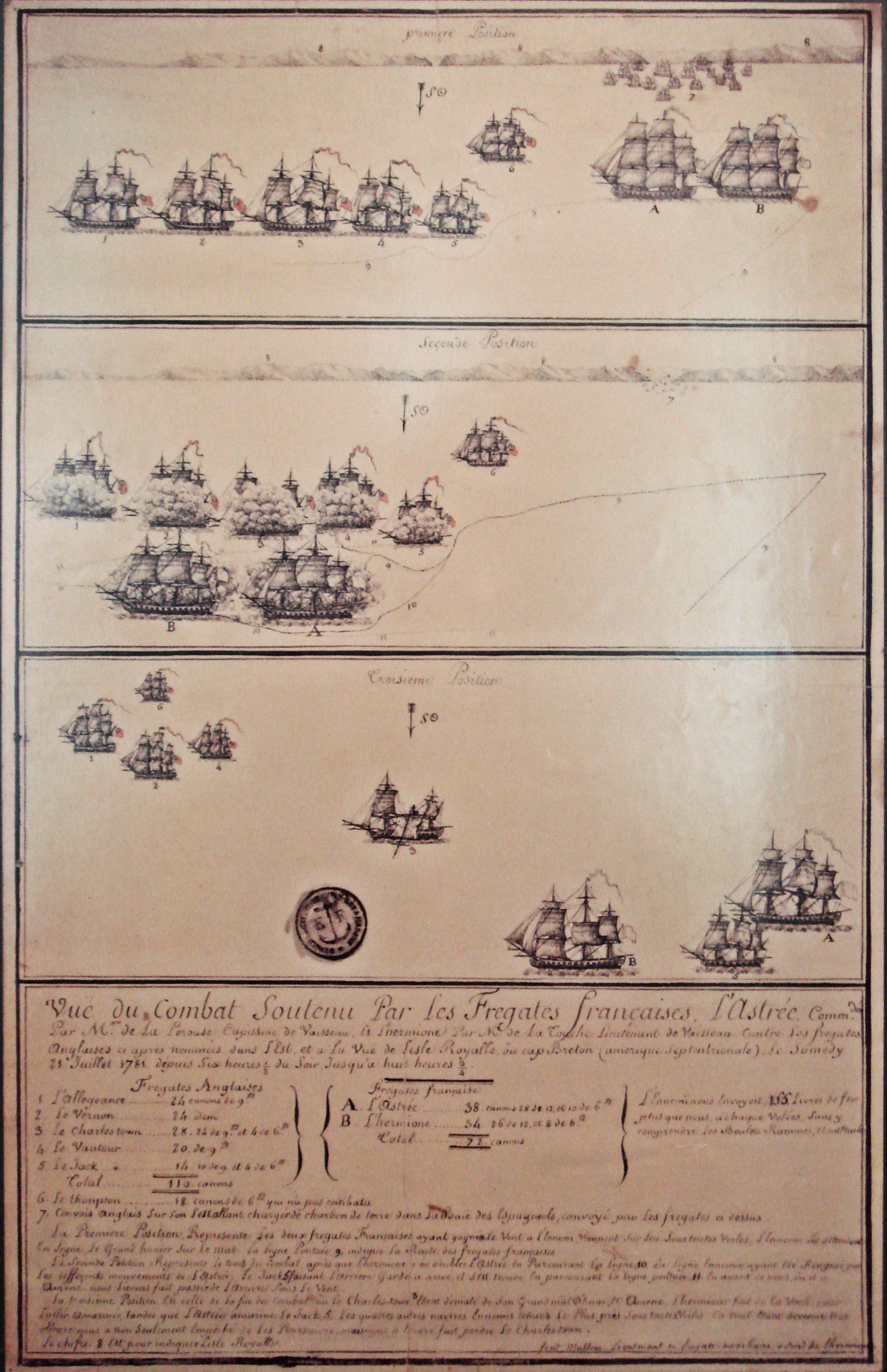
Description de l'ordre de bataille par le lieutenant de frégate auxiliaire Mullon, présent sur L'Hermione le jour du combat.
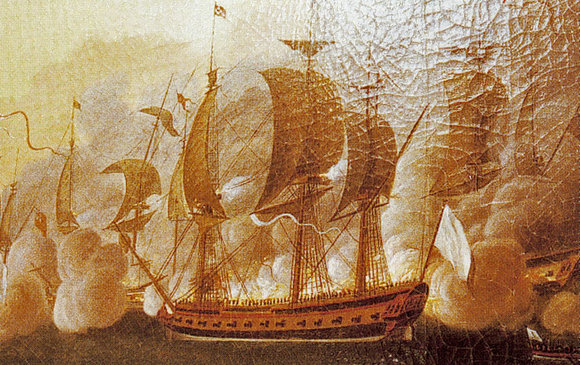
L'Astrée (détail du Combat naval à la hauteur de Louisbourg par Auguste-Louis de Rossel de Cercy).
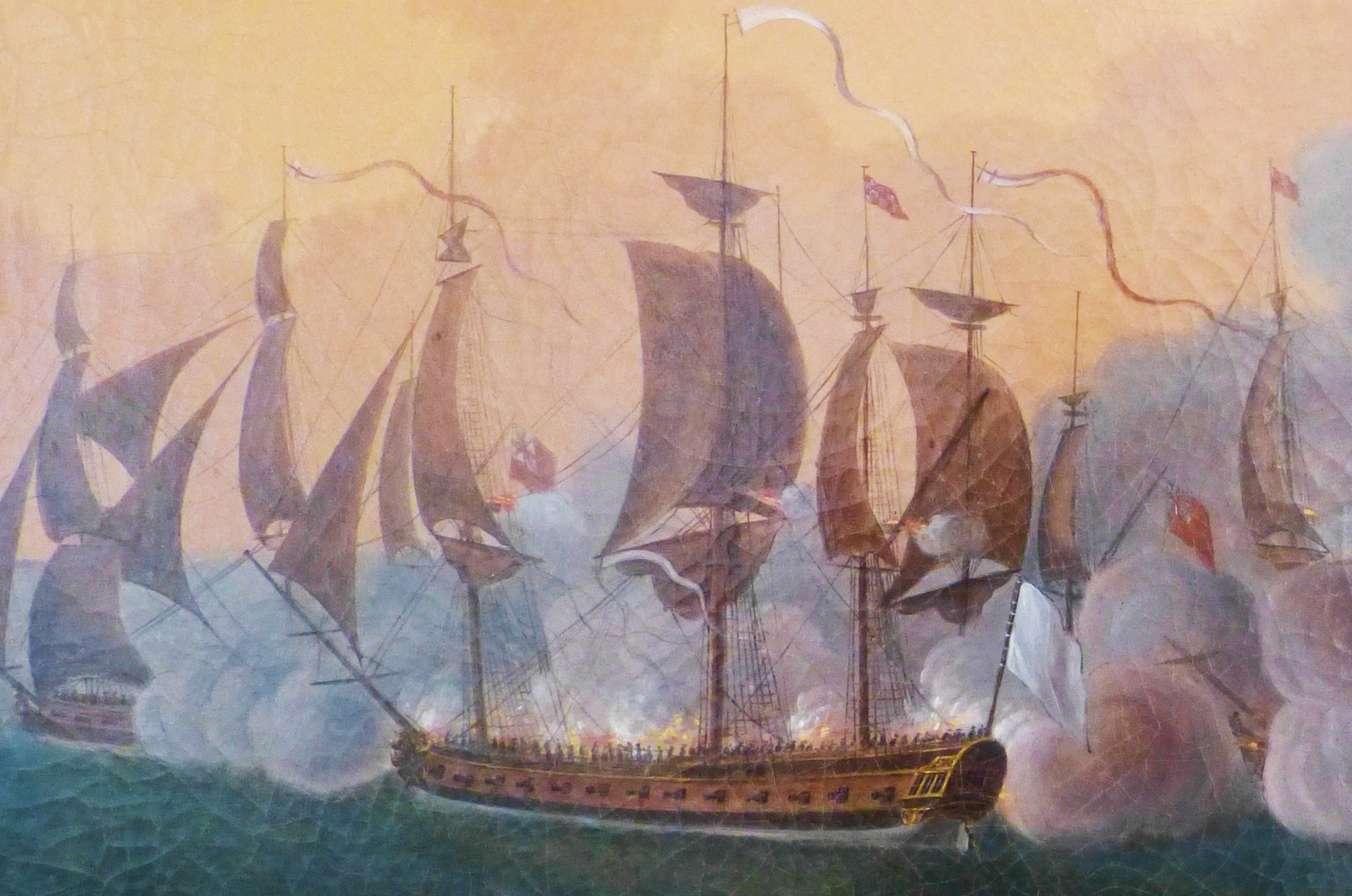
L'Hermione, détail du tableau de Rossel de Cercy.

## Sources et bibliographie
- (en) Cet article est partiellement ou en totalité issu de l’article de Wikipédia en anglais intitulé « Action of 21 July 1781 » (voir la liste des auteurs).
- (en) George Ticknor Curtis, History of the origin, formation, and adoption of the Constitution of the United States, Harper and Brothers, 1981 (lire en ligne), p. 156.
- (en) Brian Douglas Tennyson et Roger Flynn Sarty, Guardian of the Gulf : Sydney, Cape Breton, and the Atlantic Wars, University of Toronto Press, 2002, 534 p. (ISBN 978-0-8020-8545-0, présentation en ligne).
- (en) Julain Gwyn, Ashore and afloat : the British navy and the Halifax naval yard before 1820, University of Ottawa Press, 29 juin 2004, 366 p. (ISBN 978-0-7766-0573-9, présentation en ligne), p. 155.
- (en) Julain Gwyn, Frigates and Foremasts : The North American Squadron in Nova Scotia. Waters, 1745–1815, UBC Press, 2004, 206 p. (ISBN 978-0-7748-0911-5, présentation en ligne), p. 72-73.
- (en) Beamish Murdoch, A History of Nova-Scotia, or Acadie, J. Barnes, 1866 (lire en ligne).